# Teoria de campo superconformal da ABJM
Na física teórica, a teoria ABJM é uma teoria quântica de campos estudada por Ofer Aharony, Oren Bergman, Daniel Jafferis e Juan Maldacena. Ela fornece um dual holográfico à teoria M em {\displaystyle AdS_{4}\times S^{7}}. A teoria da ABJM também está intimamente relacionada à teoria de Chern-Simons e serve como um modelo brinquedo útil para resolver problemas que surgem na física da matéria condensada.